# الصادق عويس
عريف مجند الصادق عويس (25 مايو 1946 - 6 مارس 2016) هو مجند بالقوات الخاصة بالصاعقة المصرية، إنضم للمجموعة 39 قتال، التي ألحقت خسراء بالقوات الإسرائيلي أثناء حرب الاستنزاف. 

## حياته ونشأته
محمد الصادق محمد محمد علي عويس، ولد في 25 مايو 1946 بقرية الديدامون مركز فاقوس محافظة الشرقية، وكان الطفل الصغير مقربًا من قلب والده رغم أن ترتيبه كان السادس بين إخوته، كبر وترعرع بين أسرة ريفية بسيطة حتى التحق بالقوات المسلحة لتأدية الخدمة العسكرية في 3 سبتمر 1966، واختير ضمن صفوف قوات الصاعقة، فحصل على فرقة صاعقة أعقبها بفرقة معلمى صاعقة اجتازها بتقدير جيد جدًا.
- نوع السلاح: القوات الخاصة - الصاعقة المصرية - كتيبة 93 صاعقة.

متزوج وله ثلاثة أبناء (عبد الحميد - عطية - عبير) وإثنين من الأحفاد (بسملة - زياد)
ترك الخدمة في عام 1974 عند حل المجموعة بعد حرب أكتوبر المجيدة.
عمل بعد الخدمة مدير بشركة بيع المصنوعات بفاقوس، حتي وفاته في 6 مارس 2016)، بفاقوس.

## مسيرته العسكرية[4]
إنضم الصدق عويس لمجموعة 39 قتال بعد اختياره من  إبراهيم الرفاعي عندما سمع  إبراهيم الرفاعي بأن هناك فصيلة صاعقة بهم ضابط وثلاثة جنود قاموا بعملية إستطلاع في البلاح بالقنطرة وكانوا (اللواء محسن طه -الرقيب أول مصطفي إبرهيم - العريف  الصادق عويس - الجندي مرسي) فتم إستدعائهم إلي المخابرات الحربية فرع العمليات الخاصة وقام  إبراهيم الرفاعي بمقابلة الأربعة مع 12 فردا من القوات البحرية
وبعد الأنضمام بدأت التدريبات علي السباحة وضرب النار والضاحية ودرب علي الأربيجية والمدفاع المضادة للأفراد والدبابات بالإضافة إلي البنادق الألية ولذا حصل الصادق عويس علي الكثير من المكافئات المالية والأجازات من  إبراهيم الرفاعي أثناء حصوله علي مراكز أولي في ضرب النار.

## مشاركات عسكرية
قام البطل الصادق عويس بحوالي 28 عملية منهم كمائن وغارات وإستطلاع قتال قبل السادس من أكتوبر والعديد من العمليات إثناء معارك حرب أكتوبر
- قام البطل الصادق عويس بعمليتين إستطلاع في: الكبريت - البحيرات المرة
- قام البطل الصادق عويس بعمليتين كمين في: البحيرات المرة - فايد
- قام البطل الصادق عويس بالعديد من عمليات الإغارة علي العدو مثل:

1. لسان التمساح الأولي في يوم 19 إبريل 1969م للثأر للشهيد عبد المنعم رياض
2. لسان التمساح الثانية في يوم 7 يوليو 1969م
3. موقع في الكبريت بفايد
4. بلاعيم البترول في البحر الأحمر
5. نسف وتفجير سقالة الكرنتينة بعيون موسي
6. نسف مطار الطور

## الأنواط والأوسمة
- حاصل علي فرقة صاعقة عادية
- حاصل علي فرقة معلمي صاعقة
- حاصل علي نوط الشجاعة العسكري من الطبقة الثانية من الزعيم جمال عبد الناصر
- حاصل علي نوط الجمهورية العسكري من الطبقة الأولي من القائد محمد أنور السادات